# Richard Laurence Zusi
Richard Laurence Zusi (ur. 1930) – amerykański ornitolog specjalizujący się w osteologii ptasich czaszek.
Zusi urodził się 27 stycznia 1930 w Winchester w Massachusetts, ale dorastał w kanadyjskim Toronto. Dostał się na Northwestern University, gdzie w 1951 otrzymał licencjat, a później University of Michigan, gdzie w 1953 został magistrem, a w 1959 doktorem zoologii. Od 1958 do 1963 nauczał na University of Maine. Phil Humphrey zaangażował go w 1963 do badań naukowych w Division of Birds przy National Museum of Natural History. Zusi specjalizuje się tam w anatomii funkcjonalnej, ewolucji, etologii i klasyfikacji ptaków.
Zusi został jednym ze światowych ekspertów w anatomii funkcjonalnej ptaków, a jego prace skupiały się na mechanice i ewolucji ich struktur kostnych, zwłaszcza wchodzących w skład czaszki. Do znanych jego publikacji w tej dziedzinie należą: "A functional and evolutionary analysis of rhynchokinesis in birds" z 1984, "A feeding adaptation of the jaw articulation in the new world jays (Corvidae)" z 1987 oraz "Patterns of diversity in the avian skull" z 1993. Jest również współautorem i ilustratorem "The Preliminary Field Guide to the Birds of the Indian Ocean" z 1963.
Zusi był bardzo aktywny w komitetach, wystawach i administracji Smithsonian University. W 1971 został wybrany na członka American Ornithologists’ Union. W latach 1965–79 był członkiem Washington Biologists’ Field Club. Pracował także w National Science Foundation. Współpracował z Bradleyem Livezeyem z Carnegie Museum w Pittsburgu.